# Lycaena maritima
Lycaena maritima är en fjärilsart som beskrevs av Archibald C. Weeks 1902. Lycaena maritima ingår i släktet Lycaena och familjen juvelvingar. Inga underarter finns listade i Catalogue of Life.